# Portrush Road
Die Portrush Road ist eine Hauptverbindungsstraße in Adelaide, im Zentrum des australischen Bundesstaates South Australia. Sie verbindet den Adelaide-Crafers Highway im südöstlichen Stadtviertel Glen Osmond mit der Payneham Road im östlichen Stadtviertel Payneham. Die als Nationalstraße A17 ausgewiesene Straße findet ihre Fortsetzung in die nördlichen Stadtviertel bis zur Grand Junction Road.

## Verlauf
Sie beginnt am Nordende des Adelaide-Crafers Highways (M1) am Fuße der Adelaide Hills, von wo aus auch die Cross Road (A3) nach Westen und die Glen Osmond Road (A1) nach Nordwesten in die Innenstadt führen. Die Portrush Road schafft die Verbindung nach Norden und wirkt als östlicher Bypass der Innenstadt von Adelaide. In Tusmore überquert sie die Greenhill Road (A21), in Kensington die Kensington Road, in Beulah Park die Straße The Parade und in Trinity Gardens die Magill Road, die alle vom Stadtzentrum nach Osten führen.
An der Payneham Road (A11), die vom Stadtzentrum am Südostufer des River Torrens nach Nordosten führt, endet die Portrush Road.

## Wichtige Kreuzungen
- Beginn der  an der Kreuzung mit dem Adelaide-Crafers Highway , der  Glen Osmond Road  und der  Cross Road : Glen Osmond
  -  Greenhill Road : Tusmore
  -  Kensington Road: Kensington
  -  The Parade: Beulah Park
  -  Magill Road: Trinity Gardens
  -  Endet an der Kreuzung mit der Payneham Road : Payneham
- weiter als Lower Portrush Road.

## A17
An der Payneham Road biegt die Nationalstraße A17 nach Nordwesten ab und überquert als Lower Portrush Road den River Torrens. Ab der Brücke heißt sie Ascot Avenue. Ab der Kreuzung mit der North East Road (A10) heißt sie Taunton Road. Ca. 100 m weiter biegt die Straße wieder nach Norden ab und wird Hampstead Road genannt. An der Kreuzung mit der Grand Junction Road (NA16) endet die Nationalstraße A17.
Die Nationalstraßen A17 (Portrush Road – Hampstead Road) und A16 (Grand Junction Road) bilden die wichtigsten Routen für den Güterverkehr aus den Vororten von Adelaide, dem südlichen South Australia und dem angrenzenden Victoria zum Hafen von Adelaide und den nördlichen Teilen von South Australia.

## Möglicher Ausbau
Wäre die Metropolitan Adelaide Transport Study in den 1960er-Jahren realisiert worden, dann hätte man einen Hills Freeway entlang der heutigen Portrush Road als Verbindung vom South Eastern Freeway (M1) zum Hafen von Adelaide gebaut. Dieser hätte den Güterverkehr aufgenommen, der heute über die Portrush Road und ihre nördlichen Anschlüsse geleitet wird.